# Bristol (Pennsylvania)
Bristol è un comune (borough) degli Stati Uniti d'America, nella Contea di Bucks nello stato della Pennsylvania.
Posta sulle rive del fiume Delaware, di fronte alla cittadina di Burlington nel New Jersey, 37 km a nord est di Filadelfia, è uno dei primi comuni della Pennsylvania. Fondata nel 1681 col nome di Buckingham, fu chiamata poi New Bristol fin quando divenne borough col nome attuale già nel 1720. È stata anche capoluogo di contea, prima del 1725.